# Автоматизированный перевод
Автоматизи́рованный перево́д (АП, англ. computer-aided translation, Computer-assisted translation) — перевод текстов на компьютере с использованием компьютерных технологий. От машинного перевода (МП) он отличается тем, что весь процесс перевода осуществляется человеком, компьютер лишь помогает ему произвести готовый текст либо за меньшее время, либо с лучшим качеством. CAT-программы предлагают доступ к словарям, глоссариям, запоминают выбор переводчика и в следующих схожих файлах автоматически подставляют перевод  ранее переведенных слова. Данные программы помогают сократить время работы переводчиков над однотипными текстами, а также сокращают процент грамматических, пунктуационных и орфографических ошибок.

## История
Одним из пионеров идеи автоматизированного перевода является советский учёный Пётр Петрович Троянский, предложивший в 1933 году «машину для подбора и печатания слов при переводе с одного языка на другой». Машина состояла из стола с наклонной поверхностью, перед которым был закреплён фотоаппарат, синхронизированный с печатной машинкой. На поверхности стола располагалось «глоссарное поле» — свободно двигающаяся пластина с напечатанными на ней словами на трёх, четырёх и более языках.
Практическая реализация идеи автоматизированного перевода началась с момента появления компьютеров: переводчики всегда выступали против стандартной в те годы концепции МП, на которую было направлено большинство исследований в области компьютерной лингвистики, но поддерживали использование компьютеров для помощи переводчикам. 
В 1960-е годы Европейское объединение угля и стали (предшественник современного Евросоюза) стало создавать терминологические базы данных под общим названием Eurodicautom. В Советском Союзе для создания баз такого рода был создан ВИНИТИ.
В современной форме идея АП была развита в статье Мартина Кея 1980 года, который выдвинул следующий тезис: «By taking over what is mechanical and routine, it (computer) frees human beings for what is essentially human» («Компьютер берёт на себя рутинные операции и освобождает человека для операций, требующих человеческого мышления»).
В настоящее время наиболее распространённые способы использования компьютеров при письменном переводе - работа со словарями и глоссариями, памятью переводов (англ. translation memory, TM), содержащей примеры ранее переведённых текстов, терминологическими базами, а также использование так называемых корпусов, больших коллекций текстов на одном или нескольких языках, что даёт сжатое описание того, как слова и выражения реально используются в языке в целом или в конкретной предметной области.
Для локализации программного обеспечения часто применяются специализированные средства, например, Passolo, которые позволяют переводить меню и сообщения в программных ресурсах и непосредственно в откомпилированных программах, а также тестировать корректность локализации. Для перевода аудиовизуальных материалов (главным образом фильмов) также используются специализированные средства, например Aegisub, которые объединяют в себе некоторые аспекты памяти переводов, но дополнительно обеспечивают возможности появления субтитров по времени, их форматирования на экране, следования видеостандартам и т. п.
При синхронном переводе использование средств автоматизированного перевода из-за его специфики ограничено. Одним из примеров является использование словарей, загружаемых на КПК. Другим примером может служить полуавтоматическое извлечение списков терминов при подготовке к синхронному переводу в узкой предметной области.
В узких предметных областях при большом количестве исходных текстов и устоявшейся терминологии переводчики могут использовать и машинный перевод, который может обеспечить хорошее качество перевода терминологии и устойчивых выражений в узкой области. Переводчик в этом случае осуществляет пост-редактирование полученного текста. Более половины текстов внутри Еврокомиссии (главным образом юридические тексты и текущая корреспонденция) переводится с использованием МП.

## Общий обзор
Автоматизированный перевод — это широкое и не совсем точное понятие, охватывающее широкий спектр простых и сложных инструментов. Они могут включать:
- Программы для проверки правописания, которые могут быть встроены в текстовые редакторы или дополнительные программы;
- Программы для проверки грамматики, которые также встраиваются в текстовые редакторы или дополнительные программы;
- Программы для управления терминологией, которые позволяют переводчикам управлять своей собственной терминологической базой в электронной форме. Это может быть и простая таблица, созданная в текстовом редакторе, и электронная таблица, и база данных, созданная в программе FileMaker. Для более трудоёмких (и более дорогих) решений существует специальное программное обеспечение, например LogiTerm, MultiTerm, Termex, TermStar и т. п.
- Словари на компакт-дисках, одноязычные или многоязычные;
- Терминологические базы данных, хранимые на компакт-дисках или подключаемые по Интернету, например The Open Terminology Forum или TERMIUM;
- Программы для полнотекстового поиска (или индексаторы), которые позволяют пользователю обращаться с запросами к ранее переведённым текстам или разного рода справочным документам. В индустрии переводов известны такие индексаторы, как Naturel, ISYS Search Software и dtSearch;
- Программы конкорданса, позволяющие находить примеры слов или выражений в употребляемом контексте в одноязычном, двуязычном или многоязычном корпусе, как битекст или память переводов, например Transit NXT;
- Битекст, одно из нововведений последнего времени, это результат слияния исходного текста и его перевода, который впоследствии может быть проанализирован при помощи программ для полнотекстового поиска или конкорданса;
- Программное обеспечение для управления проектами, которое позволяет лингвистам структурировать сложные переводческие проекты, передавать выполнение различных задач разным сотрудникам и наблюдать за процессом выполнения этих задач;
- Программы управления памятью переводов (TMM), состоящие из базы данных сегментов текста на исходном языке и их переводов на один или более целевых языков, например Transit NXT;
- Почти полностью автоматические системы, напоминающие машинный перевод, но позволяющие пользователю вносить определённые изменения в сомнительных случаях. Иногда такие программы называют машинным переводом с участием человека.

## Основные преимущества CAT-программ
Современный автоматизированный перевод позволяет собирать собственную библиотеку переводов. Особенно это актуально в случаях, когда слова, словосочетания и даже предложения повторяются много раз. В таких случаях CAT-программа автоматически заменяет уже знакомые слова и помогает переводчику не делать работу дважды. 
Что умеют CAT-программы:
- помогать переводчику собирать личные словари и глоссарии, которые состоят из слов и словосочетаний по конкретным тематикам (экономика, юриспруденция, маркетинг, медицина);
- сохранять форматирование исходного текста, что очень удобно в работе с многоуровневыми списками;
- создавать авторские глоссарии с терминами, аббревиатурами, специфическими понятиями, которые используются в какой-то узконаправленной сфере.